# 8e cérémonie des International Indian Film Academy Awards
La 8e cérémonie des International Indian Film Academy Awards s'est déroulée le 9 juin 2007 dans le Yorkshire (Royaume-Uni), et a récompensé les performances des artistes du cinéma indien.
Rang De Basanti de Rakeysh Omprakash Mehra est le film qui a reçu le plus grand nombre de prix.

## Palmarès

### Récompenses populaires
Elles sont attribuées par le public qui vote à partir d'une sélection effectuée par l'International Indian Film Academy.
| Catégorie                             | Lauréat                                                |  |
|                                       |                                                        |  |
| Meilleur film                         | Rang De Basanti de Rakeysh Omprakash Mehra             |  |
| Meilleur réalisateur                  | Rajkumar Hirani (Lage Raho Munnabhai)                  |  |
| Meilleur acteur                       | Hrithik Roshan (Krrish)                                |  |
| Meilleure actrice                     | Rani Mukherjee (Kabhi Alvida Na Kehna)                 |  |
| Meilleur acteur dans un second rôle   | Arshad Warsi (Lage Raho Munnabhai)                     |  |
| Meilleure actrice dans un second rôle | Soha Ali Khan (Rang De Basanti)                        |  |
| Meilleur acteur dans un rôle négatif  | Saif Ali Khan (Omkara)                                 |  |
| Meilleur acteur dans un rôle comique  | Tusshar Kapoor (Golmaal)                               |  |
| Meilleur espoir masculin              | Upen Patel (36 China Town)                             |  |
| Meilleur espoir féminin               | Kangana Ranaut (Gangster)                              |  |
| Meilleure histoire                    | Rajkumar Hirani (Lage Raho Munnabhai)                  |  |
| Meilleur compositeur                  | A.R. Rahman (Rang De Basanti)                          |  |
| Meilleur parolier                     | Prasoon Joshi pour la chanson Chand Sifarish (Fanaa)   |  |
| Meilleur chanteur de playback         | Shaan pour la chanson Chand Sifarish (Fanaa)           |  |
| Meilleure chanteuse de playback       | Sunidhi Chauhan pour la chanson Beedi Jalaile (Omkara) |  |

### Récompenses spéciales
- Prix de l'influence mondiale : Shilpa Shetty
- Prix de la créativité : Rakesh Roshan pour le film Krrish
- Contribution exceptionnelle au cinéma indien : Dharmendra
- Accomplissement exceptionnel dans le cinéma international : Deepa Mehta
- Star féminine glamour de l'année : Aishwarya Rai
- Star masculine glamour de l'année : Hrithik Roshan

### Récompenses techniques
Elles sont attribuées directement par l'International Indian Film Academy.
| Catégorie                          | Lauréat                                                     |  |
|                                    |                                                             |  |
| Meilleure photographie             | Binod Pradhan (Rang De Basanti)                             |  |
| Meilleur scénario                  | Rensil Dsilva et Rakeysh Omprakash Mehra (Rang De Basanti)  |  |
| Meilleurs dialogues                | Rajkumar Hirani et Abhijat Joshi (en) (Lage Raho Munnabhai) |  |
| Meilleur montage                   | P.S. Bharathi (Rang De Basanti)                             |  |
| Meilleure chorégraphie             | Ganesh Acharya pour Beedi Jalaile (Omkara)                  |  |
| Meilleures cascades                | Tony Siutung et Shyam Kushal (Krrish)                       |  |
| Meilleur son (film)                | Nakul Kamte (Rang De Basanti)                               |  |
| Meilleur son (chanson)             | A.R. Rahman (Rang De Basanti)                               |  |
| Meilleurs effets spéciaux          | EFX studios (Krrish)                                        |  |
| Meilleure musique d'accompagnement | A.R. Rahman (Rang De Basanti)                               |  |
| Meilleurs costumes                 | Anaita Adajania (Dhoom 2)                                   |  |
| Meilleur maquillage                | G.A. James (Dhoom 2)                                        |  |

## Les nominations
- Meilleur film : Dhoom 2 ; Kabhi Alvida Naa Kehna ; Krrish ; Lage Raho Munnabhai ; Rang De Basanti ; Vivah
- Meilleur réalisateur : Karan Johar (Kabhi Alvida Naa Kehna) ; Rakesh Roshan (Krrish) ; Rajkumar Hirani (Lage Raho Munnabhai) ; Vishal Bhardwaj (Omkara) ; Rakeysh Omprakash Mehra (Rang De Basanti)
- Meilleur acteur : Shah Rukh Khan (Don) ; Hrithik Roshan ; (Krrish) ; Sanjay Dutt (Lage Raho Munnabhai) ; Ajay Devgan (Omkara) ; Aamir Khan (Rang De Basanti)
- Meilleure actrice : Aishwarya Rai (Dhoom 2) ; Kajol (Fanaa) ; Kangana Ranaut (Gangster) ; Rani Mukherjee (Kabhi Alvida Naa Kehna) ; Vidya Balan (Lage Raho Munnabhai) ; Kareena Kapoor (Omkara)
- Meilleur second rôle masculin : Amitabh Bachchan (Kabhi Alvida Naa Kehna) ; Abhishek Bachchan  (Kabhi Alvida Naa Kehna) ; Arshad Warsi (Lage Raho Munnabhai) ; Kunal Kapoor (Rang De Basanti) ; Atul Kulkarni (Rang De Basanti)
- Meilleur second rôle féminin : Bipasha Basu (Dhoom 2) ; Rekha (Krrish) ; Konkona Sen Sharma (Omkara) ; Kirron Kher (Rang De Basanti) ; Soha Ali Khan (Rang De Basanti)